# Murheellisten laulujen maa
Murheellisten laulujen maa („Das Land der traurigen Lieder“) ist ein Lied der finnischen Rockband Eppu Normaali. Es wurde 1982 auf dem Album Tie vie veröffentlicht und gehört zu den bekanntesten Liedern der Band.
Der Titel Murheellisten laulujen maa nimmt Bezug auf den Hang der Finnen zur Melancholie und zeichnet ein überaus trostloses Bild von Finnland als „kaltes Land im Norden“, in dem „schon die Vorväter volltrunken ihre Frauen und Kinder verprügelten, wenn sie sie nur fangen konnten“. Das Lied handelt von einem Mann, der dieses Schicksal vermeiden will und sich entschließt „nie eine Axt zu kaufen und niemals Alkohol zu trinken“. Doch weil „die Arbeitsvermittlung keine Arbeit bietet, flößt ihm die Hand des Schicksals Schnaps ein“. So nehmen die Dinge doch ihren unheilvollen Lauf ein und seine Familie muss von ihm mit der Axt bedroht hinaus in den Schnee fliehen: „Arbeitslosigkeit, Schnaps, die Axt und die Familie; Schnee, die Polizei und der letzte Fehler“.
Eppu Normaali schrieben Murheellisten laulujen maa als Parodie auf die vielen schwermütig-weinerlichen finnischen Schlager und bemühten sich, möglichst viele betrübliche Klischees zu verwenden. So ist der Liedtext voll von intertextuellen Verweisen, die von Lehrgeschichten der Abstinenzbewegung des 19. Jahrhunderts („Turmiolan Tommi“) über Frans Eemil Sillanpääs Marschlied aus der Zeit des Winterkriegs bis hin zum zeitgenössischen Schlager Elämän valttikortit („Die Trumpfkarten des Lebens“) reichen. Die geballte Sammlung finnischer Melancholie verfehlte aber ihre Wirkung nicht, sodass viele Hörer das Lied nicht als Parodie wahrnehmen wollten: Als die größte finnische Tageszeitung Helsingin Sanomat 2006 in einer Leserabstimmung das düsterste finnische Lied bestimmen ließ, belegte Murheellisten laulujen maa den vierten Platz.